# イジャスラフ・ウラジミロヴィチ (プロンスク公)
イジャスラフ・ウラジミロヴィチ（ロシア語: Изяслав Владимирович、? - 1217年）は、プロンスク公ウラジーミルの子である。プロンスク公：1207年。

## 生涯
イジャスラフの兄弟のグレプ、オレグはキエフ大公フセヴォロド3世に讒言し、おじのロマン(ru)、スヴャトスラフ(ru)、いとこのイングヴァリ(ru)、ユーリーを投獄した。プロンスク公ミハイルはチェルニゴフへ脱出したため、イジャスラフはプロンスクの防衛を担ったが果たせず、プロンスク公位にはオレグが就いた。
1208年から1209年にかけての冬に、イジャスラフとミハイルはウラジーミル大公国を侵略したが、モスクワ付近でユーリーの率いるウラジーミル・スズダリ公国軍に敗れた。
1217年、イジャスラフはイサドィ諸公会議において殺害された。イジャスラフの家族・子孫に関しては不明である。